# Bellingshausenzee
De Bellingshausenzee is een randzee van de Zuidelijke Oceaan die gelegen is ten westen van het Antarctisch Schiereiland. Ze wordt in het oosten begrensd door het Alexandereiland, in het westen door Thurstoneiland, in het noorden door het Peter I-eiland en in het zuiden door West-Antarctica. In het westen gaat de Bellinghausenzee over in de Amundsenzee. 
De Bellingshausenzee is vernoemd naar Fabian Gottlieb von Bellingshausen die in 1821 op expeditie ging naar Antarctica. Deze expeditie was de tweede ooit die de zuidpoolcirkel overstak. 
De zee heeft een oppervlakte van 487.000 km² en heeft een maximale diepte van 4470 m.